# Ypresium
| ❮ | System          | Serie    | Stufe      | ≈ Alter (mya) |
| ❮ | später          | später   | später     | jünger        |
| - | --------------- | -------- | ---------- | ------------- |
| ❮ | P a l ä o g e n | Oligozän | Chattium   | 23,03 ⬍ 28,1  |
| ❮ | P a l ä o g e n | Oligozän | Rupelium   | 28,1 ⬍ 33,9   |
| ❮ | P a l ä o g e n | Eozän    | Priabonium | 33,9 ⬍ 38     |
| ❮ | P a l ä o g e n | Eozän    | Bartonium  | 38 ⬍ 41,3     |
| ❮ | P a l ä o g e n | Eozän    | Lutetium   | 41,3 ⬍ 47,8   |
| ❮ | P a l ä o g e n | Eozän    | Ypresium   | 47,8 ⬍ 56     |
| ❮ | P a l ä o g e n | Paläozän | Thanetium  | 56 ⬍ 59,2     |
| ❮ | P a l ä o g e n | Paläozän | Seelandium | 59,2 ⬍ 61,6   |
| ❮ | P a l ä o g e n | Paläozän | Danium     | 61,6 ⬍ 66     |
| ❮ | früher          | früher   | früher     | älter         |

Das Ypresium (im deutschen Sprachgebrauch meist verkürzt zu Ypres) ist in der Erdgeschichte die unterste chronostratigraphische Stufe des Eozäns (Paläogen). Die Stufe reicht in absoluten Zahlen (geochronologisch) von etwa 56 bis etwa 47,8 Millionen Jahren. Das Ypresium folgt auf das Thanetium (Paläozän) und wird vom Lutetium abgelöst.
Am Übergang vom Thanetium zum Ypresium stand das Paläozän/Eozän-Temperaturmaximum.

## Namensgebung und Geschichte
Die Stufe wurde nach der Stadt Ypern (niederl.: Ieper, franz.: Ypres) in Belgien benannt, in deren Nähe die ursprüngliche Typlokalität liegt. Die Erstbeschreibung erfolgte durch André Hubert Dumont im Jahre 1850. Die heutige Stufe hat aber mit dem ursprünglich von Dumont bezeichneten Abschnitt der Erdgeschichte wenig gemein, es umfasst einen viel kürzeren Abschnitt der Erdgeschichte (Steurbaut, 2006).

## Definition und GSSP
Die Basis der Stufe ist durch eine Änderung im Kohlenstoff-Isotopen-Verhältnis ("Carbon Isotope Excursion") definiert; das Ende durch das erste Auftreten der Foraminiferen-Gattung Hantkenina. Das Referenzprofil (GSSP = "Global Stratotype Section and Point") ist das Dababiya-Profil in der Nähe von Luxor (Ägypten).